# الورادا
الورادا (به پرتغالی: Alvorada) یک شهرستان در برزیل است که در ریو گرانده جنوبی واقع شده‌است.

## خصوصیات
الورادا ۷۰٫۸۱۱ کیلومترمربع مساحت و ۱۹۵٬۷۱۸ نفر جمعیت دارد و ۱۷ متر بالاتر از سطح دریا واقع شده‌است.